# Paracamptopsis
Paracamptopsis är ett släkte av skalbaggar. Paracamptopsis ingår i familjen vivlar.
Kladogram enligt Catalogue of Life:
| Paracamptopsis | \| \| Paracamptopsis confinis \| \| \| \| \| \| Paracamptopsis oblongus \| \| \| \| \| \| Paracamptopsis ovatus \| \| \| \| \| \| Paracamptopsis subtilis \| \| \| \| |
|                | \| \| Paracamptopsis confinis \| \| \| \| \| \| Paracamptopsis oblongus \| \| \| \| \| \| Paracamptopsis ovatus \| \| \| \| \| \| Paracamptopsis subtilis \| \| \| \| |
|                | Paracamptopsis confinis |
|                | |
|                | Paracamptopsis oblongus |
|                | |
|                | Paracamptopsis ovatus |
|                | |
|                | Paracamptopsis subtilis |
|                | |